# Philémon és Baucis (opera)
A Philémon és Baucis Charles Gounod 1860. február 18-án, Párizsban bemutatott eredetileg három, később kétfelvonásossá átdolgozott operája. A szövegkönyvet Jules Barbier és Michel Carré írta La Fontaine meséje nyomán (Jean de La Fontaine|La Fontaine pedig Ovidius Átváltozásait használta forrásként). A darab jó példája a XIX. sz. második felében elsősorban Offenbach képviselte szatirikus, humoros mítosz-feldolgozásoknak, bár az is igaz, hogy Gounod műve olykor szentimentálisan érzelgős. A Philémon és Baucis ősbemutatójára eredetileg Baden-Badenben került volna sor, de közben kitört az Itália egyesítéséért folytatott szárd–francia–osztrák háború, így a politikai helyzet miatt végül a párizsi Théâtre Lyrique vállalta a színrevitelt. De természetesen Carvalho igazgató megint akadékoskodott, így a zeneszerző rákényszerült, hogy darabját két felvonássá tömörítse össze és néhány új résszel is megtoldja.

## Az opera szereplői
| Szereplő       | Hangfekvés |
| -------------- | ---------- |
| Philémon       | tenor      |
| Baucis         | szoprán    |
| Jupiter        | basszus    |
| Vulcanus       | basszus    |
| Egy bacchánsnő | szoprán    |

## Az opera cselekménye

### I. felvonás
Philémon és felesége hosszú évtizedek óta töretlen szerelmükről énekel. Szomszédaik istenkáromló kórusát hallva, Philémon nem érti, hogy van merszük káromolni az égieket.  Ezután hirtelen vihar támad, majd valaki kopogtat az ajtón. Jupiter és Vulcanus az. Álruhában vannak és menedéket kérnek a vihar elől. Elmondásuk szerint, eddig mindenki visszautasította kérésüket, de Philémon örömmel fogadja a két vándort. Jupiter örül, hogy végre tanúbizonyságát látja a halandók jóságának, de Vulcanusnak már elege van a kalandjukból és legszívesebben visszatérne isteni lakhelyére, az Etnába. Jupiter kötekedik vele, amiért a kovácsok és a tűz istenétől Merkúr elcsábította a szépséges Vénuszt.
Ezután Baucis asztalhoz invitálja két vendégét és tejet hoz nekik. Jupiter csodálkozik rajta, hogy ilyen szegény körülmények között is milyen boldognak látszik az asszony. Baucis azt feleli, hogy Philémon szerelme teszi ilyen boldoggá. Csak azt sajnálja, hogy már nem fiatalok, jó lenne, ha fiatalként tudnák újra kezdeni az életüket a férjével, hogy minél tovább együtt maradhassanak. Amíg Philémon valami eleség után néz, Baucis egy mesét mond vendégeinek a városi és a mezei egérről. A házaspár ámulatára Jupiter a bort kiöntve a kancsóból életvízé változtatja. Ezután a tudtukra adja, hogy gonosz szomszédaikat az égiek meg fogják büntetni gőgösségükért. Álmot bocsát a két öregre és azt jövendöli nekik, hogy hamarosan nagy boldogság vár rájuk.

### II. felvonás
Philémon és Baucis hitehagyott szomszédai vad bacchanáliát, orgiát rendeztek az istenek templomában. Miután jól kitombolták magukat, most félálomban fekszenek. Egy bacchánsnő tűnik fel, aki arra buzdítja a társaságot, hogy folytassák a mulatságot. Hirtelen megjelenik Vulcanus és dühösen felszólítja őket, hogy könyörögjenek az égiekhez és kérjenek bocsánatot tiszteletlenségükért. De a falusiak csak gúnyolódnak rajta és kijelentik, hogy az ember a világ ura. Végül megjelenik Jupiter is, aki hatalmas vihart támaszt, így büntetve az istenkáromlókat.

### III. felvonás
Philémon és Baucis alszanak. Baucis hamarosan felébred és döbbenten fedezi fel, hogy visszanyerte fiatalságát. Felkelti a férjét, aki először nem ismeri fel és unatkozik. Majd tüzesen csipkelődik feleségével. Vulcanus és Jupiter elhatározzák, hogy visszatérnek az Olümposzra, de amikor a főisten látja, hogy Baucis megfiatalodott, végül mégis maradnak. Jupiter utasítja Vulcanust, hogy foglalja le Philémont, amíg ő elcsábítja annak feleségét.
Baucis a fiatalság szépségeiről énekel, amikor ismét megjelenik előtte Jupiter, immár felfedve isteni mivoltát, megvallva az iránta érzett szerelmét.  De az asszony eleinte ellenáll a csábításnak, de végül engedi magát megcsókolni. Ebben a pillanatban toppan be Philémon.  Nem ismeri fel igazi kilétét, és megátkozza Baucis csábítóját, Jupiter pedig haragra gerjed. A házaspár elkezd civódni. Baucis végül kijelenti, hogy csalódott Philémonban. Az asszony megígéri Jupiternek, hogy ezúttal vele fog élni, míg világ a világ. A főisten végül megelégeli a cirkuszt és visszaváltoztatja öregemberekké a címszereplőket. Philémon és Baucis ezután ugyanolyan boldogan folytatja csendes kis életét, mint azt az első felvonásban láttuk.

## Fordítás
- Ez a szócikk részben vagy egészben  a   Philémon et Baucis című angol Wikipédia-szócikk fordításán alapul.  Az eredeti cikk szerkesztőit annak laptörténete sorolja fel. Ez a jelzés csupán a megfogalmazás eredetét és a szerzői jogokat jelzi, nem szolgál a cikkben szereplő információk forrásmegjelöléseként.